# Appias (genre)
Pour les articles homonymes, voir Appias.
Genre
Appias est un genre de lépidoptères (papillons) de la famille des Pieridae et de la sous-famille des Pierinae.

## Dénomination
- Le genre a été nommé par l'entomologiste allemand Jakob Hübner en 1819[1].
- L'espèce type est Papilio zelmira (Stoll).

### Synonymes
- Catophaga (Hübner, 1819)[2].
- Hiposcritia (Geyer, 1832)[3].
- Trigonia (Geyer, 1837)[4].
- Tachyris (Wallace, 1867)[5].
- Andopodum (Scudder, 1875).
- Glutophrissa (Butler, 1887)[6].
- Lade (de Nicéville, 1898)[7].

## Taxinomie

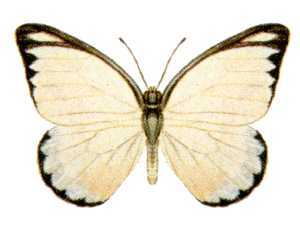
Appias ada

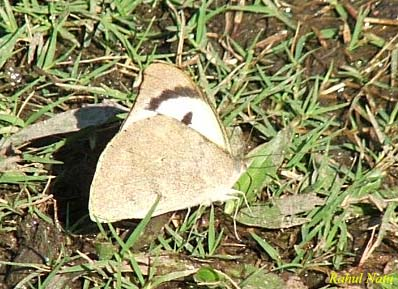
Appias lalage

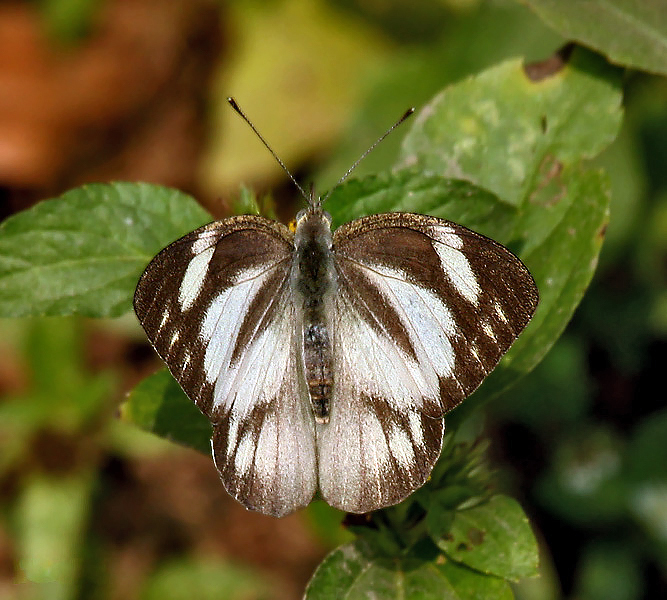
Appias libythea

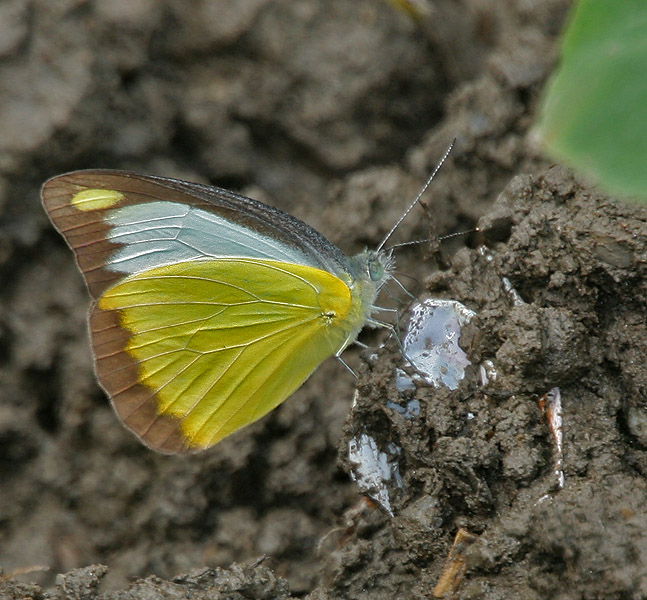
Appias lyncida

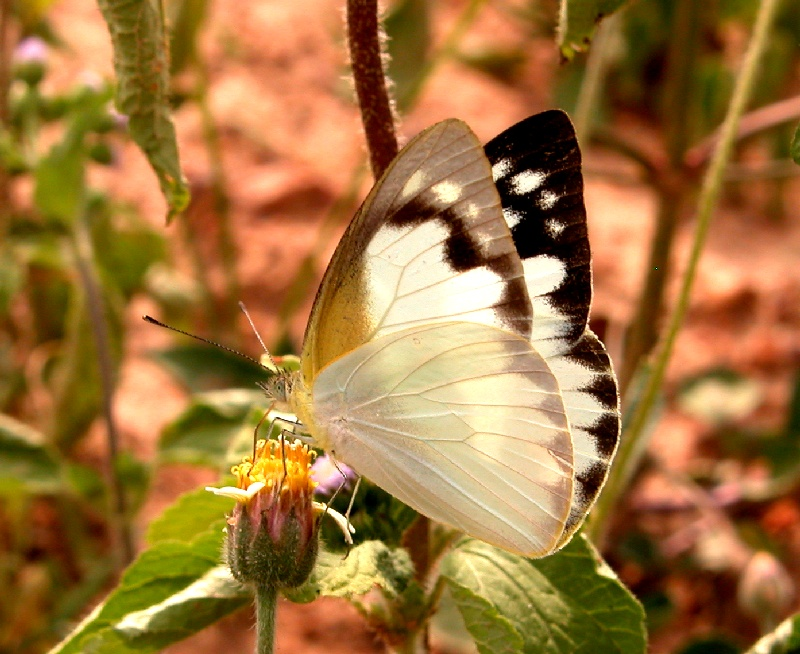
Appias albina

Il existe cinq sous-genres.
- Appias (Appias).

Appias ada (Stoll, 1781)aux Moluques, en Nouvelle-Guinée et en Australie.. 
Appias ada thasia (Fruhstorfer, 1901) en Papouasie.
Appias caeca (Corbet, 1941).
Appias cardena (Hewitson, 1861) en Malaisie, à Bornéo et à Sumatra.
Appias cardena cardena dans le nord de Bornéo.
Appias cardena perakana (Fruhstorfer, 1902) en Malaisie.
Appias cardena hagar (Vollenhoven, 1865) à Sumatra.
Appias celestina (Boisduval, 1832) en Australie et Nouvelle-Guinée.
Appias celestina celestina.
Appias celestina barea (Fruhstorfer, 1910).
Appias celestina delicata (Butler).
Appias celestina galerus (Fruhstorfer, 1910).
Appias hombroni (Lucas, 1852) aux Célèbes.
Appias hombroni hombroni.
Appias hombroni sulanorum (Fruhstorfer, 1902) aux îles de la Sonde.
Appias hombroni tombugensis (Fruhstorfer, 1902).
Appias indra (Moore, 1857).
Appias indra indra en Inde et au Népal.
Appias indra aemilia (Fruhstorfer, 1910) à Bornéo.
Appias indra aristoxemus (Fruhstorfer, 1908) à Taïwan.
Appias indra festrada (Fruhstorfer, 1910).
Appias indra leptis (Felder)au centre et à l'est de Java.
Appias indra lucasi (Wallengren) à l'ouest de Java.
Appias indra massilia (Fruhstorfer, 1910) aux Philippines.
Appias indra menandrus (Fruhstorfer, 1910).
Appias indra narenda (Moore) à Ceylan.
Appias indra plana (Butler, 1879) en Malaisie et à Sumatra.
Appias indra shiva (Swinhoe) dans le sud de l'Inde.
Appias indra statilia (Fruhstorfer, 1910).
Appias indra thronion (Fruhstorfer, 1910) en Indochine.
Appias indra treadawayi (Schröder aux Philippines.
Appias indra vadus (Fruhstorfer, 1910)
Appias ithome (C. et R. Felder, 1859) aux Célèbes.
Appias lalage (Doubleday, 1842).. 
Appias lalage lalage.
Appias lalage durvasa (Moore, [1858]) au Népal.
Appias lalage  mutina (Fruhstorfer, 1910) au nord du Laos et du Viêt Nam.
Appias lalage lageloides (Crowley).
Appias leis (Hübner, 1832) en Birmanie.
Appias leis adamsoni (Moore, 1905) dans toute l'Indochine.
Appias libythea (Fabricius, 1775) présent en Inde, en Birmanie et à Ceylan.. 
Appias libythea libythea en Inde et à Ceylan.
Appias libythea peducaea (Fruhstorfer), 1910 aux Philippines.
Appias lyncida (Cramer, 1777]) en Inde, à Ceylan. . 
Appias lyncida lyncida à Java et à Bali.
Appias lyncida andrea (Eschscholtz, 1821 aux Philippines.
Appias lyncida  eleonora (Boisduval, 1836) en Thaïlande.
Appias lyncida enarete (Boisduval, 1836) à Bornéo.
Appias lyncida enaretina (Fruhstorfer, 1900) aux Philippines.
Appias lyncida floresiana (Butler, 1898)à Florès.
Appias lyncida formosana (Wallace, 1866) à Taïwan.
Appias lyncida gellia (Fruhstorfer, 1910).
Appias lyncida hippona (Fruhstorfer, 1910) au nord-est de Sumatra.
Appias lyncida inornata (Moore, 1878) dans le sud de la Chine.
Appias lyncida latifasciata (Moore, 1881) dans le sud de l'Inde.
Appias lyncida lepidana Fruhstorfer, 1910 aux Philippines.
Appias lyncida lutatia (Fruhstorfer, 1910).
Appias lyncida lycaste (C. et R. Felder, 1865).
Appias lyncida nicobarica (Moore) à Nicobar.
Appias lyncida papissa (Fruhstorfer, 1910).
Appias lyncida purana (Fruhstorfer, 1910).
Appias lyncida taprobana (Moore, 1879) à Ceylan.
Appias lyncida vasava (Fruhstorfer, 1910) en Malaisie.
Appias maria (Semper, 1875). 
Appias maria maria.
Appias maria kobayashii (Nuyda & S. Kawamura, 1989) aux Philippines.
Appias mata (Kheil, 1884) présent à Nias.
Appias melania (Fabricius, 1775) de l'ouest de la Chine à l'Australie.
Une sous espèce :
Appias nephele (Hewitson, 1861) aux Philippines.
Appias nephele nephele.
Appias nephele aufidia (Fruhstorfer, 1910).
Appias nephele dilutior (Staudinger, 1889).
Appias nephele elis (Fruhstorfer, 1910).
Appias nephele hostilia (Fruhstorfer, 1910).
Appias nephele invitabilis (Fruhstorfer, 1910).
Appias nupta (Fruhstorfer, 1898).
Appias olferna (Swinhoe, 1890).

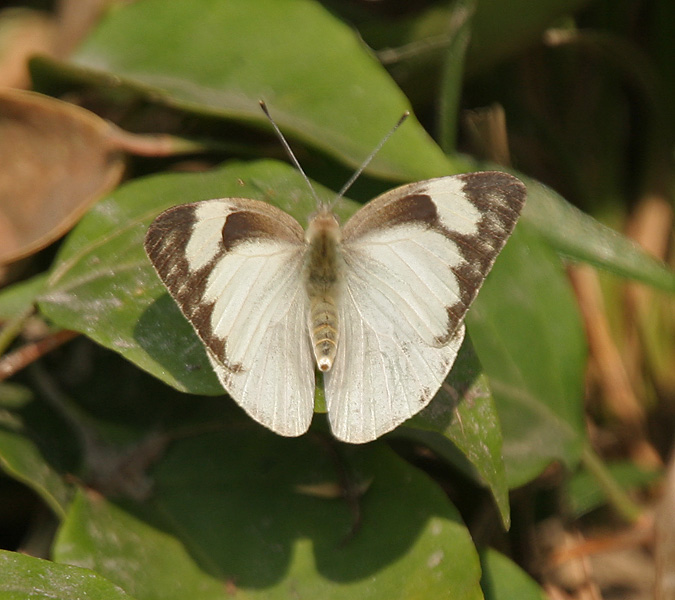
Appias olferna

Appias phoebe (C. & R. Felder, 1861) aux Philippines .

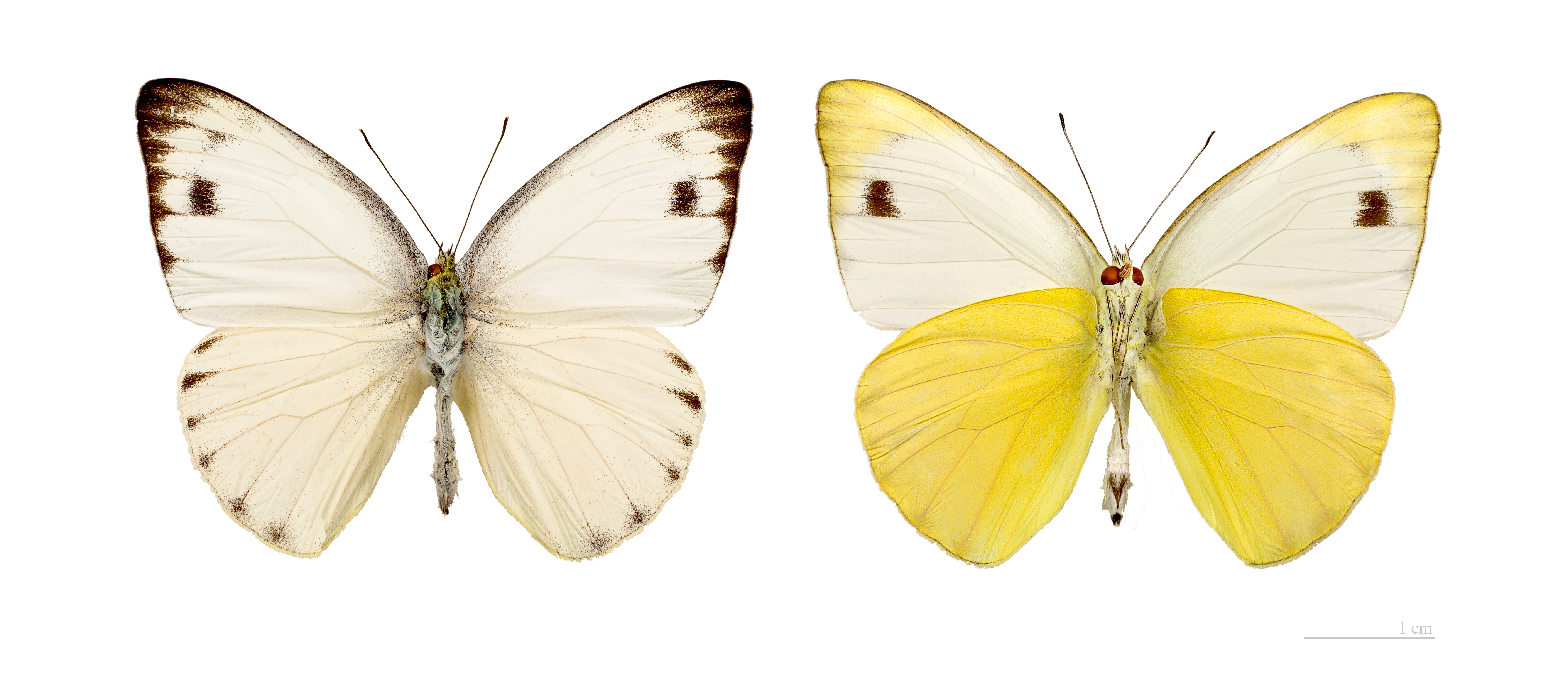
Appias phoebe

Appias phoebe rowelli (H. Schröder & Treadaway, 1982).
Appias placidia (Stoll, 1790) aux Moluques.
Appias remedios (Schroder et Treadaway, 1990) aux Philippines.
Appias waltraudae (Schröder, 1977).
Appias wardii (Moore, 1884) dans le sud de l'Inde.
- Appias (Catophaga) :

Appias albina (Boisduval, 1836) de l'Inde à l'Australie. . 
Il existe onze sous-espèces.
Appias nero (Fabricius, 1793). 
Appias nero nero à Java et Bali.
Appias nero acuminata (Snellen, 1890).
Appias nero baweana (Fruhstorfe).
Appias nero bouruensis (Wallace, 1867).
Appias nero chelidon (Fruhstorfer, 1905) à Bornéo.
Appias nero domitia (C. et R. Felder, 1862) aux Philippines.
Appias nero figulina (Butler, 1867) en Malaisie.
Appias nero flavius (Grose-Smith, 1892) à Bornéo.
Appias nero galba (Wallace, 1867) dans le nord de l'Inde et du Viêt Nam.
Appias nero hainanensis (Fruhstorfer, 1902).
Appias nero neronis (Fruhstorfer, 1903).
Appias nero palawanica Staudinger, 1889.
Appias nero phestus (Westwood, 1888).
Appias nero pulonus (Fruhstorfer, 1906).
Appias nero ramosa (Fruhstorfer, 1898).
Appias nero soranus (Fruhstorfer, 1910) aux Philippines.
Appias nero sulana (Fruhstorfer, 1899).
Appias nero  tibericus (Fruhstorfer, 1910) aux Philippines.
Appias nero  zamboanga (C. et R. Felder, 1862) aux Philippines.
Appias nero zarinda (Boisduval, [1836]).
Appias nero yamazakii S(onan, 1936) à Taïwan.
Appias paulina (Cramer, 1777) au Japon, dans l'extrême sud de l'Asie, à Ceylan et en Australie.
Il existe 14 sous-espèces
- Appias (Glutophrissa)

Appias drusilla (Cramer, 1777]) dans toute l'Amérique du Sud et le sud de l'Amérique du Nord.
Il existe huit sous-espèces.
Appias epaphia (Cramer, 1779) toute l'Afrique au sud du Sahara et Madagascar.
Appias epaphia epaphia au Sénégal, au Zaïre et dans l'ouest de l'Ouganda.
Appias epaphia contracta (Butler, 1888) aux Comores.
Appias epaphia orbona (Boisduval, 1833) dans l'est et le sud de l'Afrique et Madagascar.
Appias lasti (Grose-Smith, 1889) sur la côte ouest de l'Afrique.
Appias lasti lasti au Kenya, en Tanzanie, et au Mozambique.
Appias lasti natalensis (Neustetter, 1927) sud du Mozambique.
Appias perlucens (Butler, 1898).
Appias phaola (Doubleday, 1847) en Afrique équatoriale (Liberia, Ouganda, Éthiopie, sud du Soudan, Malawi et Kenya.
Appias phaola phaola en Côte d'Ivoire et au Cameroun.
Appias phaola intermedia (Dufrane, 1948) au Zaïre et en Tanzanie.
Appias phaola isokani (Grose-Smith, 1889) en Tanzanie et au Kenya.
Appias punctifera (d'Almeida, 1939) à Porto Rico.
Appias sabina (C. & R. Felder, 1865) en Afrique dans les régions forestières et à Madagascar.
Appias sabina sabina en Ouganda, au Zaïre et en Sierra Leone.
Appias sabina comorensis (Talbot, 1943) aux Comores.
Appias sabina confusa (Butler, 1872) à Madagascar.
Appias sabina udei (Suffert, 1904) au Kenya, au Malawi et en Rhodésie.
Appias sylvia (Fabricius, 1775) en Afrique tropicale.
Appias sylvia sylvia en Sierra Leone, au Nigeria, au Cameroun et dans le nord du Zaïre.
Appias sylvia abyssinica (Talbot, 1932) au sud-ouest de l'Éthiopie.
Appias sylvia canisia (Hulstaer) en Angola.
Appias sylvia nyasana (Butler, 1897) en Zambie, Tanzanie, au Malawi, au sud-est du Zaïre et au nord-est de l'Angola.
Appias sylvia sudanensis (Talbot, 1932) dans le sud du Soudan.
Appias sylvia ugandensis (Bernardi) en Ouganda et dans l'ouest du Kenya.
Appias sylvia zairiensis (Berger, 1981).
- Appias (Hiposcritia)

Appias lalassis (Grose-Smith, 1887) dans le sud-est de l'Asie.
Appias lalassis lalassis en Birmanie et en Thaïlande.
Appias lalassis indroides (Honrath, 1890) en Malaisie.
Appias pandione (Geyer, 1832]).
Appias pandione pandione à Java.
Appias pandione lagela (Moore, 1879) en Birmanie et Malaisie.
Appias pandione montana (Rothschild) aux Philippines.
Appias pandione ozolia (Fruhstorfer, 1910) à Sumatra.
Appias pandione whiteheadi (Grose-Smith) au nord de Bornéo.
Appias pandione zamorra (Felder) aux Philippines.
Appias urania (Wallace, 1867).
- Appias (Phrissura).

Appias aegis (Fabricius, 1793).

### Sources
- Abang, F. ; C.G. Treadaway & H.G. Schroeder, 2004: A contribution to the butterfly fauna of the Island of Balambangan (Malaysia, Sabah) (Insecta: Lepidoptera). Futao 47: 6-13.
- Hanafusa, H. 1994: A list of butterflies from Mentawai Islands, Indonesia (4). Fuatao 16: 10-11.
- Mendes, L.F. & A. Bolivae de Sousa, 2006: Notes and descriptions of afrotropical Appias (Lepidoptera: Pieridae) butterflies. Boletin de la S.E.A. (Sociedad Entomologica Aragonesa) 39: 151-160.
- Tennent, W.J. & A. Rawlins, 2010 : A distinctive new subspecies of Appias urania WALLACE, 1867, from the Moluccan island of Taliabu, Indonesia (Lepidoptera, Pieridae). Futao 56: 6.